# Shinjuku Bunka Quint Building
Le Shinjuku Bunka Quint Building (新宿文化クイントビル) est un gratte-ciel construit à Tokyo en 2003 dans le quartier d'affaires Shinjuku. 
L'immeuble a été conçu par la société Mitsubishi Estate Co.. Il mesure 112 mètres de hauteur. Il a été terminé en janvier 2003,,,.